# Angiopteris danaeoides
Angiopteris danaeoides là một loài dương xỉ thuộc họ Marattiaceae. Loài này được Z. R. He và Christenh. mô tả khoa học đầu tiên năm 2013.